# KNVB beker 1974-1975
La Coppa d'Olanda 1974-75 fu la 57ª edizione della coppa nazionale dei Paesi Bassi.

## 1º Turno
giocato nell'ottobre 1974.
| Squadra 1        | Risultato   | Squadra 2       |
| ---------------- | ----------- | --------------- |
| IJsselmeervogels | 1 - 0       | Limburgia       |
| N.E.C.           | 2 - 3 (dts) | Groningen       |
| PEC Zwolle       | 2 - 0       | Spakenburg      |
| RBC Roosendaal   | 1 - 0 (dts) | Veendam         |
| Amersfoort       | 2 - 1       | Eindhoven       |
| Cambuur          | 1 - 1 (dts) | Willem II       |
| Heracles Almelo  | 7 - 2       | Quick 1888      |
| Dordrecht        | 2 - 1       | SVV             |
| FC Vlaardingen   | 1 - 0 (dts) | SV Huizen       |
| VVV-Venlo        | 5 - 1       | Vitesse         |
| CVV Germanicus   | 1 - 2       | Volendam        |
| Heerenveen       | 2 - 2 (dts) | Fortuna Sittard |
| Helmond Sport    | 1 - 0       | USV Elinkwijk   |
| Hermes           | 1 - 1 (dts) | Den Bosch       |

## 2º Turno
Giocati il 23 e 24 novembre 1974
| Squadra 1        | Risultato   | Squadra 2        |
| ---------------- | ----------- | ---------------- |
| Haarlem          | 3 - 1       | De Graafschap    |
| IJsselmeervogels | 4 - 1       | Amersfoort       |
| MVV              | 1 - 2       | Feyenoord        |
| RBC Roosendaal   | 0 - 4       | PSV              |
| Roda JC          | 2 - 1       | FC Amsterdam     |
| Telstar          | 2 - 0       | Hermes           |
| Volendam         | 2 - 1       | NAC Breda        |
| Wageningen       | 5 - 1       | PEC Zwolle       |
| Ajax             | 8 - 0       | Helmond Sport    |
| AZ Alkmaar       | 2 - 0       | VVV-Venlo        |
| Excelsior        | 0 - 1       | Heracles Almelo  |
| Den Haag         | 1 - 1 (dts) | Cambuur          |
| Dordrecht        | 1 - 2       | Sparta Rotterdam |
| FC Vlaardingen   | 1 - 2       | Groningen        |
| Fortuna Sittard  | 1 - 2       | Twente           |
| Go Ahead Eagles  | 0 - 1       | Utrecht          |

## Ottavi di finale
Giocati il 29 dicembre 1974 e l'8 e 9 febbraio 1975.
| Squadra 1        | Risultato   | Squadra 2 |
| ---------------- | ----------- | --------- |
| AZ Alkmaar       | 8 - 1       | Telstar   |
| Den Haag         | 0 - 0 (dts) | Roda JC   |
| Twente           | 2 - 0       | Feyenoord |
| IJsselmeervogels | 2 - 1       | Groningen |
| Heracles Almelo  | 4 - 2 (dts) | Ajax      |
| Sparta Rotterdam | 2 - 1       | Utrecht   |
| Volendam         | 3 - 1       | Haarlem   |
| Wageningen       | 3 - 2       | PSV       |

## Quarti di finale
giocata il 12 marzo 1975.
| Squadra 1  | Risultato   | Squadra 2        |
| ---------- | ----------- | ---------------- |
| AZ Alkmaar | 2 - 2 (dts) | IJsselmeervogels |
| Den Haag   | 1 - 0       | Sparta Rotterdam |
| Twente     | 4 - 0       | Volendam         |
| Wageningen | 2 - 1       | Heracles Almelo  |

## Semifinale
giocate il 16 aprile 1975.
| Squadra 1        | Risultato | Squadra 2  |
| ---------------- | --------- | ---------- |
| Den Haag         | 1 - 0     | Wageningen |
| IJsselmeervogels | 0 - 6     | Twente     |

## Finale
giocata il 15 maggio 1975.
| Squadra 1 | Risultato | Squadra 2 |
| --------- | --------- | --------- |
| Den Haag  | 1 - 0     | Twente    |

|  | Den Haag | 1 – 0 | Twente |  |